# Хосино, Гэн
Гэн Хосино (яп. 星野 源 Hoshino Gen, род. 28 января 1981 года) — японский певец, музыкант (автор-исполнитель) и актёр.

## Биография
Гэн Хосино родился 28 января 1981 года, вырос в префектуре Сайтама.
В 2000 году основал инструментальную группу SAKEROCK (расформирована в 2015-м).
С 2003 года был параллельно активен как актёр.
В 2010 году дебютировал сольно. Первый сольный альбом — Baka no Uta — вышел в 2010 году, второй — Episode — в 2011-м. С тех пор новые альбомы выходят регулярно.
Среди заметных актёрских работ Гэна Хосино:
- дорамы
GeGeGe no Nyoubou[англ.] (яп. ゲゲゲの女房) (2010)[2],
Juuichinin mo Iru![англ.] (яп. 11人もいる！) (2011)[2] и
Nigeru wa Haji da ga Yaku ni Tatsu[англ.] (яп. 逃げるは恥だが役に立つ) (2016)[1];
- кинофильмы
Hakoiri Musuko no Koi[яп.] (яп. 箱入り息子の恋) (2013)[1][2][3] и
«Почему ты не играешь в аду?» (яп. 地獄でなぜ悪い) (2013)[2][3]:
- полнометражное аниме Saint Onii-san (2013)[2].

Большой ажиотаж вызвал танец (известный теперь как Koi Dance) к песне Гэна Хосино «Koi», являвшейся музыкальной темой телесериала Nigeru wa Haji da ga Yaku ni Tatsu. Клип к этой песне был загружен на «Ютюб» в сентябре 2016 года и по состоянию на начало апреля 2019 года приближается к 200 миллионам просмотров. В том же 2016 году Хосино удостоился чести выступить с этой песней на 67-м ежегодном предновогоднем музыкальном шоу «Кохаку ута гассэн» на NHK.

## Дискография
Cм. «Gen Hoshino discography» в английской Википедии.

### Студийные альбомы
| Альбом                       | Информация                                                                                         | Чарты      | Чарты   |
| Альбом                       | Информация                                                                                         | JPN Oricon | JPN Hot |
| ---------------------------- | -------------------------------------------------------------------------------------------------- | ---------- | ------- |
| Baka no Uta (яп. ばかのうた) | - Дата выхода: 23 июня 2010 - Лейбл: Victor Entertainment - Форматы: CD, цифровое скачивание       | 36         |         |
| Episode (яп. エピソード)     | - Дата выхода: September 28, 2011 - Лейбл: Victor Entertainment - Форматы: CD, цифровое скачивание | 5          |         |
| Stranger                     | - Дата выхода: 1 мая 2013 - Лейбл: Victor Entertainment - Форматы: CD, цифровое скачивание         | 2          |         |
| YELLOW DANCER                | - Дата выхода: 2 декабря 2015 - Лейбл: Victor Entertainment - Форматы: CD, цифровое скачивание     | 1          | 1       |
| POP VIRUS                    | - Дата выхода: 19 декабря 2018 - Лейбл: Victor Entertainment - Форматы: CD, цифровое скачивание    | 1          | 1       |